# Fabriciana berecynthia
Fabriciana berecynthia är en fjärilsart som beskrevs av Nikolaus Poda von Neuhaus 1761. Fabriciana berecynthia ingår i släktet Fabriciana och familjen praktfjärilar. Inga underarter finns listade i Catalogue of Life.